# 南京城市职业学院
南京城市职业学院，加挂南京开放大学牌子，是位于江苏省南京市的一所公办全日制普通专科学校，由南京市政府直属。

## 历史
1979年2月，建立江苏省广播电视大学南京市分校。
1985年7月，改为南京市广播电视大学。1991年，成为独立设置的省级广播电视大学，隶属南京市人民政府。
2009年前后，以南京市电大为基础，成立南京城市职业学院，称为南京城市职业学院（南京市广播电视大学），但作为独立建制招收专科学生，南京广播电视大学不再招收专科生。
2021年，调整为南京城市职业学院（南京市开放大学）。

## 院系设置
南京城市职业学院（南京开放大学）设置下列院系（部）：
- 南京城市职业学院公共教学部
- 南京城市职业学院财金与商贸学院
- 南京城市职业学院工程与信息学院
- 南京城市职业学院文创艺术学院
- 南京城市职业学院旅游管理学院
- 南京城市职业学院社会管理学院
- 南京开放大学开放教育教学部
- 南京开放大学成人教育学院
- 南京开放大学培训学院
- 南京开放大学终身学习服务中心